# Paraliparis melanobranchus
Paraliparis melanobranchus är en fiskart som beskrevs av Gilbert och Burke 1912. Paraliparis melanobranchus ingår i släktet Paraliparis och familjen Liparidae. Inga underarter finns listade i Catalogue of Life.